# Gairdner
Gairdner (ang. Lake Gairdner) – bezodpływowe jezioro słone o powierzchni 5500 km² położone w Australii Południowej, 386 km na północny zachód od Adelaide. Powierzchnia zmienna, podczas lata zamienia się w bagna. Ma ok. 160 km długości i ok. 48 km szerokości i jest trzecim pod względem powierzchni jeziorem Australii po jeziorze Eyre i jeziorze Torrens.